# Iodotyrosine désiodase

Diiodotyrosine (DIT).

Monoiodotyrosine (MIT).

Tyrosine.

L'iodotyrosine désiodase est une oxydoréductase qui catalyse la désiodation de la monoiodotyrosine (MIT) et de la diiodotyrosine (DIT), dérivés iodés de la tyrosine — un acide aminé protéinogène — intervenant dans la biosynthèse des hormones thyroïdiennes et produits également lors de la dégradation métabolique de ces dernières. Chez l'Homme, cette enzyme est codée par le gène IYD,, des mutations de ce gène étant associées à l'hypothyroïdie.
L'iodotyrosine désiodase a pour fonction d'éliminer l'iode des hormones thyroïdiennes une fois celles-ci dégradées en iodotyrosines. Elles diffèrent des iodothyronine désiodases, qui catalysent la désiodation des hormones thyroïdiennes elles-mêmes, et plus généralement des dérivés iodés de la thyronine — et non de la tyrosine.
Contrairement aux iodothyronine désiodases, l'iodotyrosine désiodase n'est pas une sélénoprotéine, c'est-à-dire qu'elle ne contient pas de sélénocystéine, un acide aminé assez rare contenant un atome de sélénium à la place du soufre de la cystéine.